# Calluga lophoceras
Calluga lophoceras är en fjärilsart som beskrevs av Louis Beethoven Prout 1931. Calluga lophoceras ingår i släktet Calluga och familjen mätare. Inga underarter finns listade i Catalogue of Life.